# Tärnen (Regna socken, Östergötland)
Tärnen är en sjö i Finspångs kommun i Östergötland och ingår i Motala ströms huvudavrinningsområde.